# Scigliano
Scigliano is een gemeente in de Italiaanse provincie Cosenza (regio Calabrië) en telt 1481 inwoners (31-12-2004). De oppervlakte bedraagt 17,3 km², de bevolkingsdichtheid is 93 inwoners per km².
De volgende frazioni maken deel uit van de gemeente: Calvisi, Lupia, Serra-Petrisi, Cupani, Diano, Porticelle-Agrifoglio, Celsita, Tasso.

## Demografie
Scigliano telt ongeveer 639 huishoudens. Het aantal inwoners daalde in de periode 1991-2001 met 14,7% volgens cijfers uit de tienjaarlijkse volkstellingen van ISTAT.
| Jaar | Inwoneraantal |
| ---- | ------------- |
| 1991 | 1876          |
| 2001 | 1601          |

## Geografie
Scigliano grenst aan de volgende gemeenten: Altilia, Carpanzano, Colosimi, Pedivigliano.